# Placidiopsis
Placidiopsis är ett släkte av lavar. Placidiopsis ingår i familjen Verrucariaceae, ordningen Verrucariales, klassen Eurotiomycetes, divisionen sporsäcksvampar och riket svampar.
|              | Parmentaria |
|              | |
|              | Leucocarpopsis |
|              | |
|              | Endocarpon |
|              | |
|              | Dermatocarpon |
|              | |
|              | Catapyrenium |
|              | |
|              | Neocatapyrenium |
|              | |
|              | Verrucaria |
|              | |
|              | Thelidium |
|              | |
|              | Agonimia |
|              | |
|              | Verrucula |
|              | |
|              | Placidium |
|              | |
|              | Placopyrenium |
|              | |
|              | Psoroglaena |
|              | |
|              | Heteroplacidium |
|              | |
|              | Involucropyrenium |
|              | |
|              | Atla |
|              | |
|              | Anthracocarpon |
|              | |
|              | Polyblastia |
|              | |
| Placidiopsis | \| \| Placidiopsis cartilaginea \| \| \| \| \| \| Placidiopsis cinerascens \| \| \| \| \| \| Placidiopsis pseudocinerea \| \| \| \| \| \| Placidiopsis hypothallina \| \| \| \| |
|              | \| \| Placidiopsis cartilaginea \| \| \| \| \| \| Placidiopsis cinerascens \| \| \| \| \| \| Placidiopsis pseudocinerea \| \| \| \| \| \| Placidiopsis hypothallina \| \| \| \| |
|              | Phylloblastia |
|              | |
|              | Bagliettoa |
|              | |
|              | Parabagliettoa |
|              | |
|              | Hydropunctaria |
|              | |
|              | Wahlenbergiella |
|              | |
|              | Sporodictyon |
|              | |
|              | Staurothele |
|              | |
|              | Trimmatothele |
|              | |
|              | Placocarpus |
|              | |
|              | Placidiopsis cartilaginea |
|              | |
|              | Placidiopsis cinerascens |
|              | |
|              | Placidiopsis pseudocinerea |
|              | |
|              | Placidiopsis hypothallina |
|              | |

|  | Placidiopsis cartilaginea  |
|  |                            |
|  | Placidiopsis cinerascens   |
|  |                            |
|  | Placidiopsis pseudocinerea |
|  |                            |
|  | Placidiopsis hypothallina  |
|  |                            |

## Bildgalleri

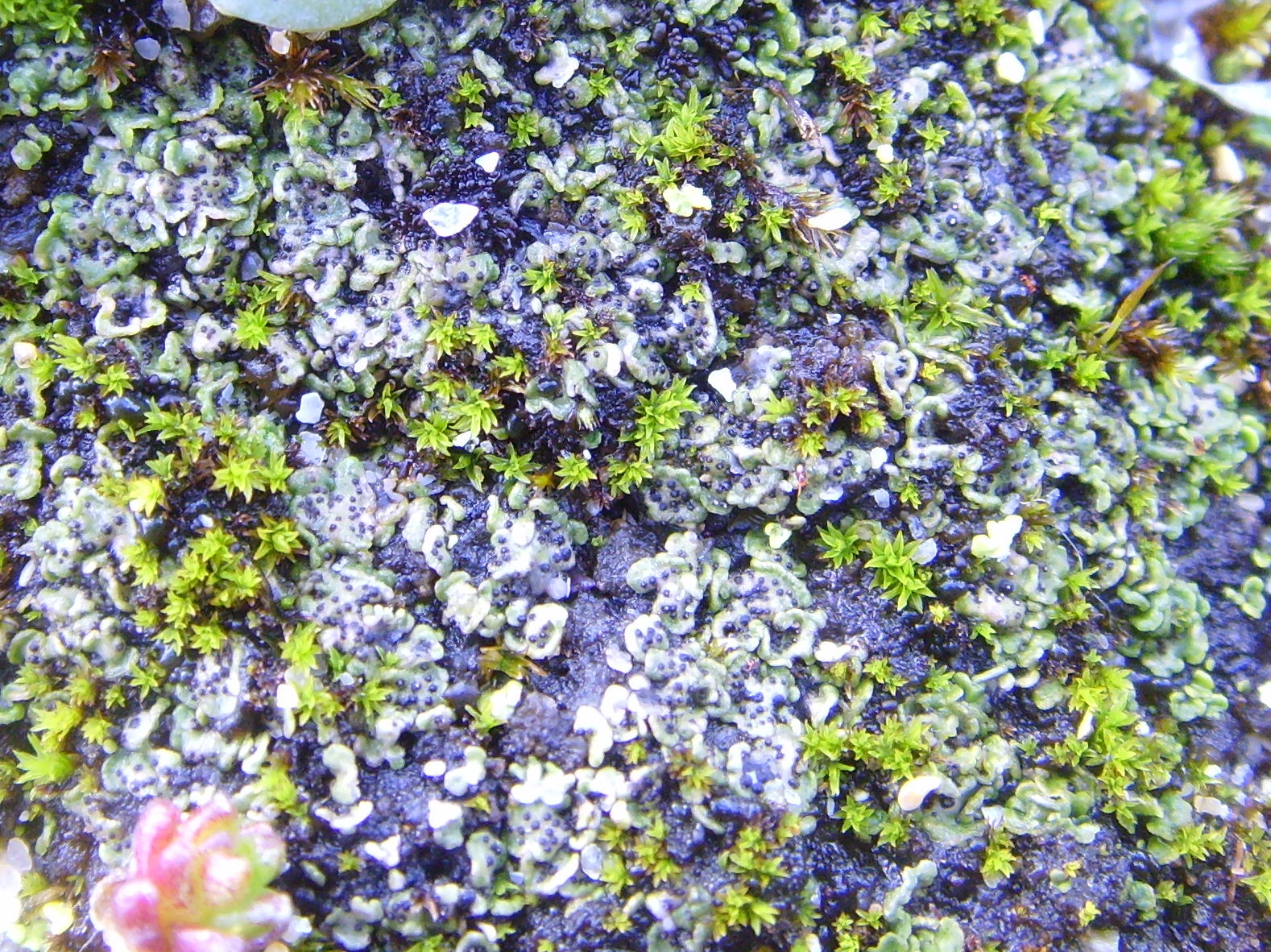